# Gregor DuBuclet
Gregor DuBuclet (* in Santa Monica) ist ein amerikanischer Musiker, Geiger und Dirigent.

## Leben
Gregor DuBuclet wuchs in Kalifornien auf und studierte an der University of New Hampshire Komposition und Aufführungspraxis sowie an der „Pierre Monteux Conducting School“ Dirigieren. Von besonderem Einfluss waren die Seminare von Nikolaus Harnoncourt, die DuBuclet während seines Studiums am Salzburger Mozarteum 1978 besuchte.
In den Jahren 1980–1982 unterrichtete DuBuclet an der St. Pauls School (New Hampshire) und war als Music Director von der Lakes Region Symphony Orchestra tätig. Nach der Viola-Studium an der Musikhochschule in Frankfurt am Main bei Walter Müller spezialisierte er sich darüber hinaus auf der Viola d’amore bei Dorothea Jappe an der Schola Cantorum Basiliensis und bei Marianne Rônez.
DuBuclet wirkte als Viola-d’Amore-Solist beim Festival in San Sebastian (Spanien), bei den internationalen Händel-Festspielen Göttingen, beim Drottningholm Festival und beim Edinburgh Festival mit. Als Gastdozent für Alte Musik unterrichtete DuBuclet an der Hochschule für Musik in Barcelona sowie die Musikhochschulen in Damaskus und Bangkok.
DuBuclet war als Orchestermusiker in der Staatsphilharmonie Frankfurt/Oder engagiert und dirigierte das Orchester 1991–1993. 1994 hat er sich als freischaffender Musiker etabliert. DuBuclet war Gründungsmitglied von Concerto Brandenburg, mit dem er 1997 ein CD-Welturaufführung von Werken des katalanischen Barockkomponisten Domènech Terradellas aufnahm.
Auch als Dirigent folgt er zahlreichen internationalen Einladungen. Unter anderem leitete er die Staatsoper Perm (Russland), Venus Orchestra (Abu Dhabi), Staatsorchester Teplice (Czech Republik). Ferner dirigierte er „Una cosa rara“ des spanischen Komponisten Vicente Martín y Soler in Russland und leitete Aufführungen von Claudio Monteverdis L’Orfeo in Russland und Thailand. DuBuclet ist seit 2005 1. Kapellmeister des Neuen Sinfonie Orchesters Berlin und seit 2006 ist er Mitglied des „Festivalorchester Göttingens“ sowie im Göttinger Barockorchester. Er leitete mehrere Musical Aufführungen, so 2010 im Auftrag der „Star Entertainment Berlin“ die Musik zu Herr der Ringe und 2011 bei den „Thurn und Taxis Schlossfestspielen“ in Regensburg Das Phantom der Oper. 2022 gründete Gregor Dubuclet das Ensemble Berliner Operette e.V., er ist 1. Vorsitzender dieses Vereins, der insbesondere über jüdische Komponisten und Librettisten, die durch die Nationalsozialisten verfolgt und vertrieben wurden, forscht. Außerdem dirigierte DuBuclet in den Jahren 2021 und 2022 das Neue Sinfonieorchester Berlin in China.